# (182294) 2001 KU76
(182294) 2001 KU76 est un objet transneptunien en résonance 6:11 avec Neptune.

## Caractéristiques
2001 KU76 mesure environ 211 km de diamètre.

## Orbite
L'orbite de 2001 KU76 possède un demi-grand axe de 44,837 ua et une période orbitale d'environ 300 ans. Son périhélie l'amène à 37,668 ua du Soleil et son aphélie l'en éloigne de 52,006 ua. 

Dans ce référentiel en rotation, Jupiter est représenté en rouge, Saturne en jaune, Neptune en blanc, stationnaire à 315°, l'orbite de est représentée en rouge.

## Découverte
2001 KU76 a été découvert le 24 mai 2001.